# Vlag van Neerijnen

Vlag van de gemeente Neerijnen

De vlag van Neerijnen werd op 21 oktober 1981 per raadsbesluit vastgesteld als gemeentelijke vlag van de voormalige Gelderse gemeente Neerijnen. Hij wordt als volgt beschreven:
Zeven banen wit-blauw-wit-blauw-rood-blauw-rood in hoogteverhouding 10:1:1:1:1:1:10; de witte baan in de broeking (met een lengte 1/6 van de vlaglengte) beladen met een rode leeuwenkop met een blauwe tong en gekroond met een driebladige blauwe kroon; de rode baan in de broeking beladen met een witte rechtopstaande zalm met blauwe staart en vinnen, de kop en de staart naar de broekzijde gericht, de kop en de zalm hebben een hoogte, die gelijk is aan 3/10 van de totale vlaghoogte.
De vlag bestaat uit twee banen in de kleuren wit en rood. In het midden van de vlag zijn drie smalle blauwe lijnen geplaatst. Linksboven is een leeuwenkop afgebeeld en linksonder een zalm. De kleuren, de leeuwenkop en de zalm zijn afkomstig van het gemeentewapen. Het ontwerp was van J.F. van Heyningen.
Op 1 januari 2019 ging de gemeente op in de nieuw gevormde gemeente West Betuwe, waarmee de vlag kwam te vervallen.

## Verwante afbeeldingen

Wapen van Neerijnen

Ammerzoden 
· Angerlo 
· Batenburg 
· Beesd 
· Bemmel 
· Bergh 
· Bergharen 
· Beusichem 
· Borculo 
· Brakel 
· Didam 
· Dinxperlo 
· Dodewaard 
· Dreumel 
· Echteld 
· Eibergen 
· Elst 
· Ewijk 
· Geldermalsen 
· Gendringen 
· Gendt 
· Gorssel 
· Groenlo 
· Groesbeek 
· Hedel 
· Heerewaarden 
· Hemmen 
· Hengelo 
· Herwen en Aerdt 
· Heteren 
· Heukelum 
· Hoevelaken 
· Horssen 
· Huissen 
· Hummelo en Keppel 
· Hurwenen 
· Kerkwijk 
· Kesteren 
· Laren 
· Lichtenvoorde 
· Lienden 
· Lingewaal 
· Maurik 
· Millingen aan de Rijn 
· Neede 
· Neerijnen 
· Overasselt 
· Rijnwaarden 
· Rossum 
· Ruurlo 
· Steenderen 
· Ubbergen 
· Valburg 
· Vorden 
· Wadenoijen 
· Wamel 
· Warnsveld 
· Wehl 
· Wisch 
· Zelhem 
· Zoelen